# Terry Bisson

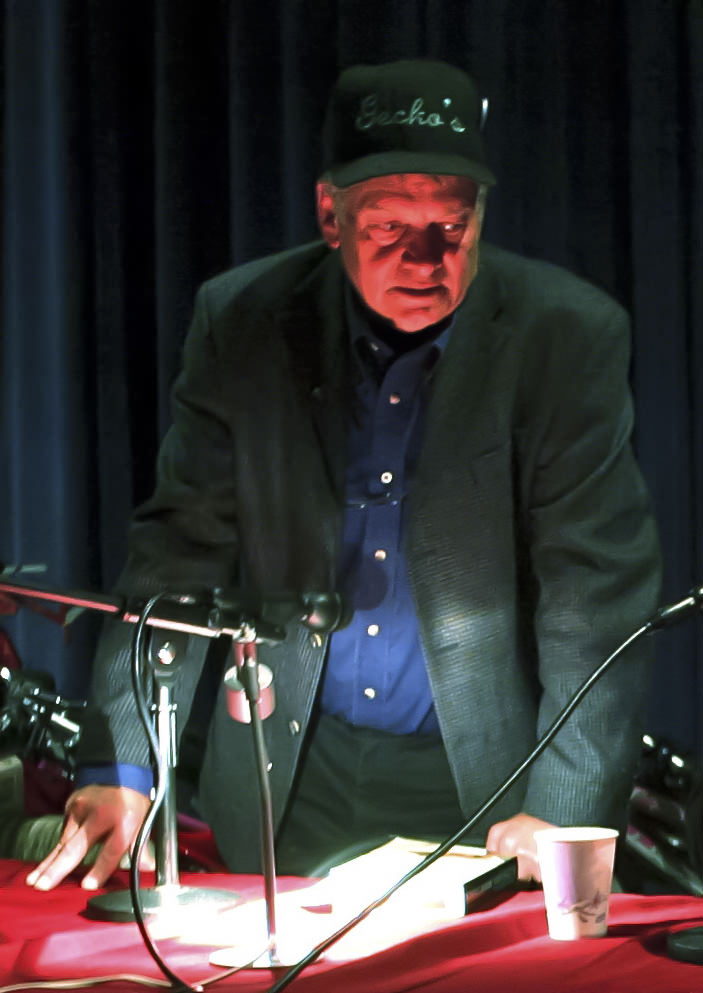
Terry Bisson, 2009

Terry Ballantine Bisson (* 12. Februar 1942 in Madisonville, Kentucky; † 10. Januar 2024) war ein US-amerikanischer Science-Fiction- und Fantasy-Schriftsteller. Am bekanntesten sind seine Kurzgeschichten, wie Die Bären entdecken das Feuer, die den Hugo Award und den Nebula Award gewann.

## Biografie
Geboren in Madisonville, Kentucky wuchs er in Owensboro, Kentucky auf.
Während er am Grinnell College in Iowa studierte, war er 1961 einer der zwölf Studenten, die während der Kubakrise nach Washington, D.C. reisten, um Kennedys peace race zu unterstützen. Kennedy lud sie ins Weiße Haus ein. Ein Novum, denn das erste Mal wurden in den USA Protestbewegungen medienwirksam so wahrgenommen. Im Zuge der Einladung sprachen sie mehrere Stunden mit McGeorge Bundy, dem damaligen nationalen Sicherheitsberater des Präsidenten. Die Gruppe erzielte eine hohe Medienaufmerksamkeit. Die Aktion wird als Startschuss der amerikanischen studentischen Friedensbewegung gewertet.
Nachdem er 1964 an der University of Louisville graduierte, lebte Bisson die nächsten 40 Jahre immer wieder in New York, bis er 2002 nach Oakland, Kalifornien umzog. Ab 1981 arbeitete er als hauptberuflicher Schriftsteller. Als Mitglied der New Left betrieb er von 1985 bis 1990 in Zusammenarbeit mit Judy Jensen Jacobin Books, einen „revolutionären“ Versandbuchdienst.
Am Anfang seiner Karriere in den 1960ern arbeitete er an einigen Comic-Publikationen mit. Er verlegte das Schwarz-Weiß Horror Magazin Web of Horror des Verlags Major Publications, verließ das Projekt aber noch vor Erscheinen der vierten Ausgabe.
Bissons erster Roman war der Science-Fiction-Roman Wyrldmaker, der von James Blishs The Seedling Stars beeinflusst war. Sein nächster Roman Talking Man war im Genre Fantasy angesiedelt, in dem der Protagonist, ein Titularzauberer, im damaligen amerikanischen Süden lebte.
Im Jahr 1996 schrieb er zwei dreiteilige Comic-Adaptionen von Corwin von Amber und Die Gewehre von Avalon, die ersten beiden Bücher von Roger Zelaznys Die Chroniken von Amber-Zyklus. 1997 vervollständigte Bisson den Entwurf Saint Leibowitz and the Wild Horse Woman des 1996 gestorbenen Walter M. Miller, Jr. Es handelt sich um ein Sequel zu dem 1960 erschienenen Roman A Canticle for Leibowitz.
Bisson nahm häufig an den monatlichen „SF in SF“-Programmen in San Francisco teil.
Bisson war drei Mal verheiratet. Mit seiner ersten Frau Deidre Holst hat er drei Kinder. Seine zweite Ehe schloss er mit Mary Corey. Am 24. Dezember 2004 heiratete er seine „Langzeit-Arbeitspartnerin“ Judy Jensen. Die beiden haben gemeinsam eine Tochter.
Er starb am 10. Januar 2024 im Alter von 81 Jahren.

## Auszeichnungen
- 1991: Hugo Award für Die Bären entdecken das Feuer als beste Kurzgeschichte
- 1991: Nebula Award für Die Bären entdecken das Feuer als beste Kurzgeschichte
- 2001: Nebula Award für macs als beste Kurzgeschichte

## Werke

### Romane
- Wyrldmaker, 1981
- Talking Man, 1986
- Fire on the Mountain, 1988
- Mars Live, 1995, ISBN 3-453-07980-9, Voyage to the Red Planet, 1990
- Pirates of the Universe, 1996
- The Pickup Artist, 2001
- Any Day Now, 2012

Billy
- Billy and the Ants, 2005
- Billy and the Bulldozer, 2005
- Billy and the Talking Plant, 2006
- Billy and the Fairy, 2006
- Billy and the Unicorn, 2006
- Billy and the Spacemen, 2006
- Billy and the Circus Girl, 2006
- Billy and the Magic Midget, 2006
- Billy and the Wizard, 2007
- Billy and the Flying Saucer, 2008
- Billy’s Book, 2010
- Billy and the Pond Vikings, 2009
- Billy and the Time Skateboard, 2009
- Billy and the WITHC, 2009
- Billy in Dinosaur City, 2009

Gemini Jack (mit Stephanie Spinner)
- Be First in the Universe, 2000
- Expiration Date: Never, 2001

Star Wars
- Boba Fett: The Fight to Survive, 2002
- Boba Fett: Crossfire, 2002

The Real Adventures of Jonny Quest (als Brad Quentin)
- Jonny Quest: The Demon of the Deep, 1996
- Jonny Quest: Peril in the Peaks, 1997
- Jonny Quest: Attack of the Evil Cyber-God, 1997

Filmbücher
- Virtuosity, 1995
- Johnny Mnemonic, 1995

Vernetzt – Johnny Mnemonic, Bastei-Lübbe, Bergisch Gladbach, 1995 (übersetzt von Axel Merz), ISBN 3-404-13755-8
- The fifth Element, 1997

Das fünfte Element, Heyne, München, 1997 (übersetzt von Jürgen Langowski), ISBN 3-453-12891-5
- Alien Resurrection – The Official Junior Novelization, 1997
- Galaxy Quest – Planlos durchs Weltall, 1999
- The 6th Day, 2000

### Storysammlungen
- Bears Discover Fire, 1993

Die Bären entdecken das Feuer, Heyne, München, 1998, ISBN 3-453-14869-X
- In the Upper Room and Other Likely Stories, 2000
- Greetings, 2005
- The Left Left Behind, 2009
- TVA Baby and Other Stories, 2011

### Fortsetzungsromane
- Dear Abbey, 2003
- Planet of Mystery, 2008
- Catch ’Em in the Act, 2010
- TVA Baby, 2011
- The Cockroach Hat, 2011

### Kurzgeschichten
- Over Flat Mountain, 1990

Über den Tafelberg, 1998 (übersetzt von Michael Siefener)
- Bears Discover Fire, 1990

Die Bären entdecken das Feuer, 1993 (übersetzt von Irene Bonhorst)
- The Two Janets, 1990

Die beiden Janets, 1998 (übersetzt von Michael Koseler)
- They're Made Out of Meat, 1991

Sie sind aus Fleisch, 1998 (übersetzt von Michael Koseler)
- Press Ann, 1991

Drück auf Ann, 1998 (übersetzt von Michael Koseler)
- The Coon Suit, 1991

Der Anzug aus Waschbärenfell, 1998 (übersetzt von Michael Koseler)
- Next, 1992

Der nächste, 1998 (übersetzt von Michael Koseler)
- Carl’s Lawn & Garden, 1992

Carls Gärtnerei, 1998 (übersetzt von Michael Windgassen)
- Two Guys from the Future, 1992

Zwei Jungs aus der Zukunft, 1998 (übersetzt von Manfred Weinland)
- Are There Any Questions?, 1992

Noch Fragen?, 1998 (übersetzt von Manfred Weinland)
- Canción Auténtica de Old Earth, 1992

Cancíon Auténtica de Alterde, 1994 (übersetzt von Thomas Ziegler)
- Necronauts, 1993

Nekronauten, 1998 (übersetzt von Michael Windgassen)
- England Underway, 1993

England unterwegs, 1998 (übersetzt von Manfred Weinland)
- By Permit Only, 1993

Nur mit Genehmigung, 1998 (übersetzt von Michael Siefener)
- The Toxic Donut, 1993

Der toxische Donut, 1998 (übersetzt von Manfred Weinland)
- The Shadow Knows, 1993

Der Schatten weiß es, 1998 (übersetzt von Michael Siefener)
- The Message, 1993

Die Botschaft, 1997 (übersetzt von Michael Windgassen)
- George, 1993

George, 1998 (übersetzt von Michael Windgassen)
- Partial People, 1993

Teilmenschen, 1998 (übersetzt von Manfred Weinland)
- Tell Them They Are All Full of Shit and They Should Fuck Off, 1994
- Dead Man’s Curve, 1994
- The Joe Show, 1994
- 10:07:24, 1995
- There Are No Dead, 1995
- Hawk Debate Heats Up, 1996
- In the Upper Room, 1996
- An Office Romance, 1997
- The Reef Builders, 1997 mit Karen Joy Fowler, Maureen F. McHugh und Rosaleen Love
- The Player, 1997
- Incident at Oak Ridge, 1998
- First Fire, 1998
- Not This Virginia, 1999
- Smoother, 1999
- Macs, 1999
- Pleasantville Monster Project: A Film, 1999
- Lucy, 2000
- He Loved Lucy, 2000
- The Old Rugged Cross, 2001
- A View From the Bridge, 2001
- Charlie’s Angels, 2001
- The Hugo Nominee, 2002
- OpenClose, 2002
- I Saw the Light, 2002
- Come Dance with Me, 2003
- Dear Abbey, 2003
- Greetings, 2003
- Almost Home, 2003
- Death’s Door, 2004
- Robert’s Rules of Order, play, 2004
- Scout’s Honor, 2004
- Super 8, 2004
- Special Relativity, 2006
- 2+2=5, 2006 mit Rudy Rucker
- Brother, Can You Spare a Dime?, 2006
- Put Up Your Hands, 2006
- Pirates of the Somali Coast, 2007
- BYOB FAQ, 2007
- Captain Ordinary, 2008
- The Stamp, 2008
- Let Their People Go: The Left Left Behind, 2008
- Private Eye, 2008
- Catch ’Em in the Act, 2008
- Planet of Mystery, 2008
- TVA Baby, 2009
- Corona Centurion™ FAQ, 2009
- Farewell Atlantis, 2009
- The Cockroach Hat, 2010
- About It, 2010
- Teen Love Science Club, 2010
- A Special Day, 2011

- Reihe Wilson Wu and Irving
  - The Hole in the Hole, 1994
  - The Edge of the Universe, 1996
  - Get Me to the Church on Time, 1998

### Sachbücher
- Nat Turner: Slave Revolt Leader, 1988
- On a Move: The Story of Mumia Abu Jamal, 2001

On a move: die Lebensgeschichte von Mumia Abu-Jamal, Atlantik-Verlag, Bremen, 2001 (übersetzt von Michael Schiffmann), ISBN 3-926529-64-4